# Dolicheremaeus angustus
Dolicheremaeus angustus är en kvalsterart som beskrevs av Hammer 1981. Dolicheremaeus angustus ingår i släktet Dolicheremaeus och familjen Tetracondylidae. Inga underarter finns listade i Catalogue of Life.